# St. Anna (Seubrigshausen)

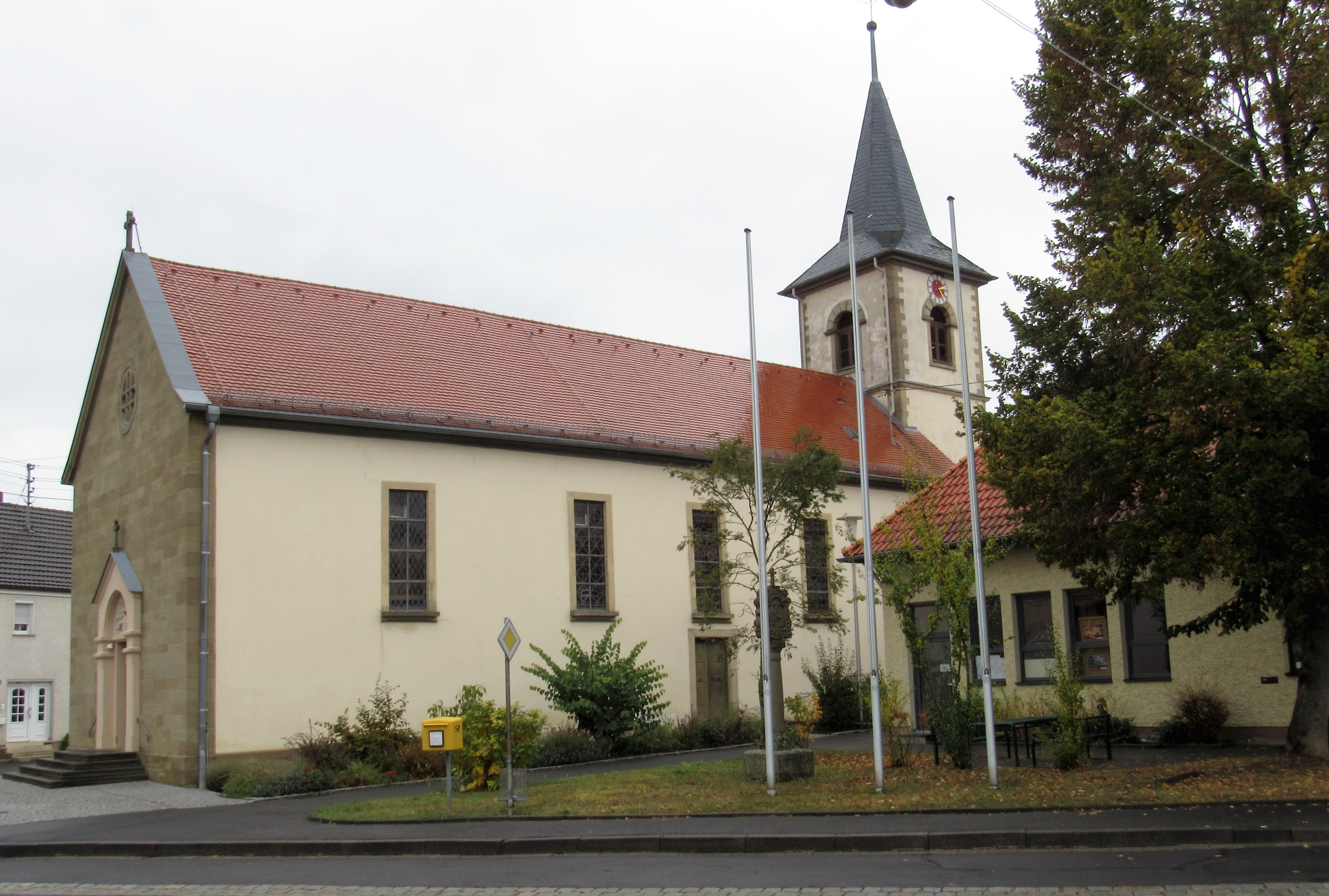
Seubrigshausen, Kirche St. Anna

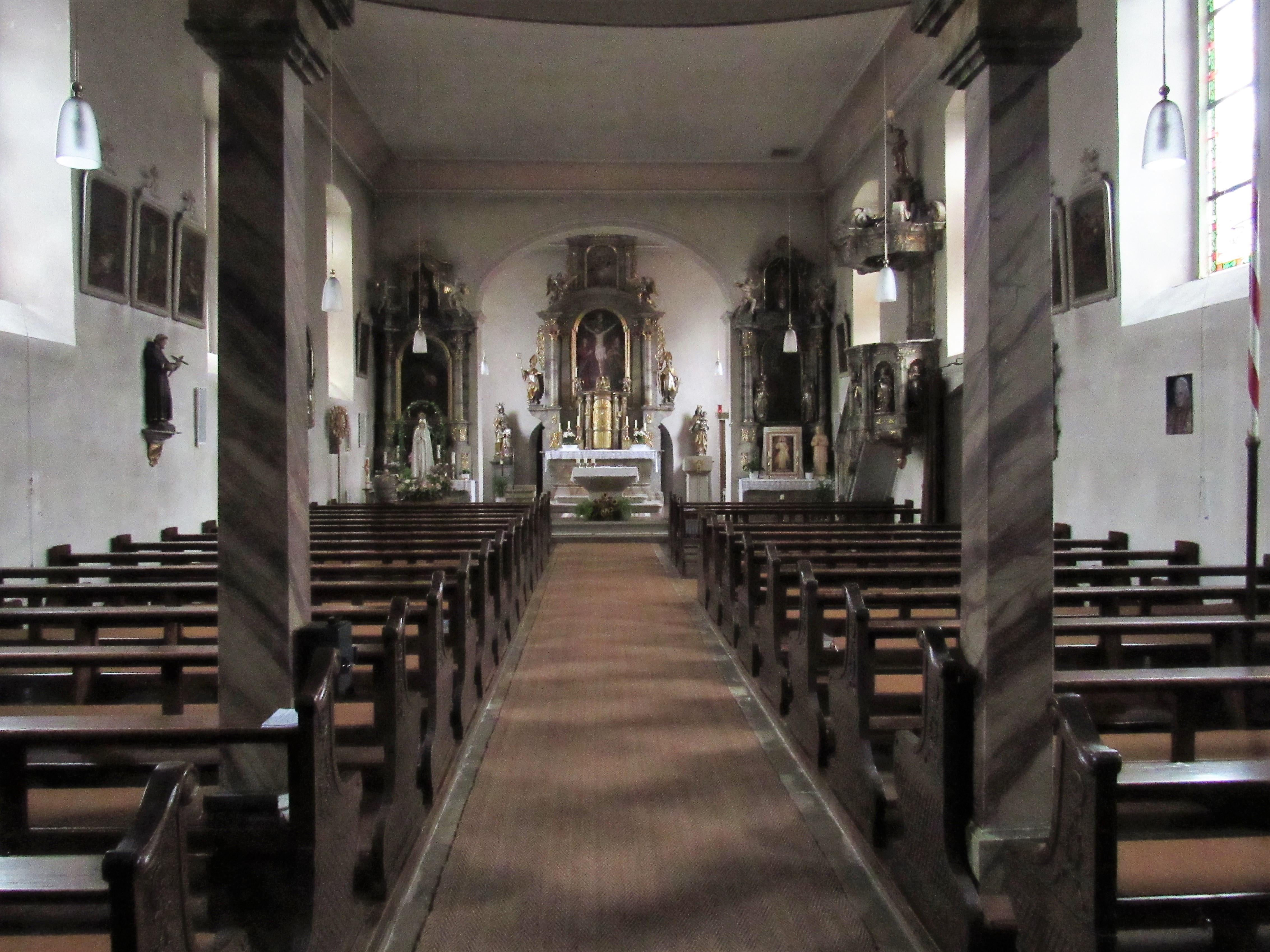
Inneres der Kirche

Die römisch-katholische Pfarrkirche St. Anna ist die Dorfkirche von Seubrigshausen, einem Stadtteil  von Münnerstadt im unterfränkischen Landkreis Bad Kissingen. Die Kirche gehört zu den Baudenkmälern von Münnerstadt und ist unter der Nummer D-6-72-135-204 in der Bayerischen Denkmalliste registriert.

## Geschichte
Zu welcher Pfarrei Seubrigshausen ursprünglich gehörte, ist nicht gesichert. Seit 1452 war es wohl eine Filiale von Wermerichshausen. 1799 wurde Seubrigshausen Kuratie und später Pfarrei. Die Kirche wurde 1830 errichtet. Sie ersetzte einen Vorgängerbau, der schon im Jahr 1500 bestand und mehrfach umgebaut wurde. Im Jahr 1870 wurde die Kirche auf die heutige Größe erweitert.

## Beschreibung und Ausstattung
Das Langhaus besitzt fünf Fensterachsen, der östliche Chor eine Fensterachse. Der Turm steht als Chorturm im Osten. An der Südseite befindet sich die Sakristei.
Die Inneneinrichtung ist barock aus der Zeit um 1700. Am Hochaltar findet sich ein Gemälde der Kreuzigung. Links und rechts vom Hochaltar sind Figuren der heiligen Anna mit heiliger Maria, rechts davon der heiligen Maria mit Kind Jesus zu sehen. Das Gemälde am linken Seitenaltar stellt die heilige Maria mit ihren Eltern, heilige Anna und heiliger Joachim, dar. Am rechten Seitenaltar ist der heilige Josef mit dem Kind Jesus und Lilien abgebildet. Nahe am linken Seitenaltar steht der Taufstein mit der Jahreszahl 1800. Die Kanzel an der südlichen Wand zeigt Figuren der vier Evangelisten. Gegenüber sieht man eine Darstellung der heiligen Familie mit Gottvater und dem heiligen Geist. Von der Kanzel aus gesehen weiter hinten an der Wand sind Figuren des heiligen Sebastian und des heiligen Wendelin angebracht. An der gegenüberliegenden Seite erkennt man eine unbenannte Figur in Mönchskutte (möglicherweise der heilige Antonius von Padua?) und Bruder Konrad. Die Kirche besitzt auch eine Tragemadonna. Die Orgel auf der westlichen Empore ist als Werk von Franz Hochrein aus Münnerstadt ausgewiesen, überarbeitet durch die Firma Hoffmann aus Ostheim vor der Rhön (Hinweis am Spieltisch). Die Orgel verfügt über 13 Register.
Die Kirche hat ein vierstimmiges Geläut, das mit es′, g′, b′ und c″ im Gloria-Motiv erklingt.